# DYNLT1
DYNLT1‏ (Dynein light chain Tctex-type 1) هوَ بروتين يُشَفر بواسطة جين DYNLT1 في الإنسان.